# Henryk Grossman
Henryk Grossmann (Cracovia, 14 de abril de 1881- Leipzig, 24 de noviembre de 1950) fue un economista e historiador germano-polaco de origen judío. Nacido en Cracovia, que en esa época era territorio de la Galitzia austríaca, de una familia judía relativamente próspera. Realizó estudios de Derecho y Economía en Cracovia y en Viena.
Grossman se unió al movimiento socialista hacia 1898 convirtiéndose en miembro del Partido Social-Demócrata de Galitzia (GPSD), partido que se convirtió en el Partido Social-Demócrata Polaco. Aprendió "yiddish" y fue uno de los fundadores en 1905 del Partido Social-Demócrata Judío de Galitzia (JSDP). El JSDP tomó posiciones próximas al Bund y finalizó por romper con el PPSD en torno a la cuestión de la asimilación de los judíos a la cultura polaca, a la cual Grossman se oponía. En 1908, Grossman partió a Viena para seguir el curso del economista marxista Carl Grünberg y dejó de lado el rol preponderante que jugaba en el seno del JSDP, aunque siguió siendo parte del comité ejecutivo hasta 1911.
Después de la destrucción del Imperio Austrohúngaro al término de la Primera Guerra Mundial, Grossman se convirtió en economista en Polonia y se afilió al Partido Comunista Polaco. Entre 1922 y 1925, fue profesor de Economía en la Universidad Libre de Varsovia. En 1925, huyendo de persecuciones políticas, entró en el Instituto de Investigaciones Sociales de Fráncfort por invitación de su antiguo profesor Carl Grünberg. Abandonó Alemania en los años 30 y regresó en 1949 para ocupar el puesto de profesor de Economía en la Universidad de Leipzig.

## Obras
- Marx, l'économie politique classique et le problème de la dynamique, préfacé par Paul Mattick, traduit de l'allemand par Charles Goldblum, éditions Champ Libre, 1975.
- Henryk Grossman, Il crollo del capitalismo. La legge dell'accumulazione e del crollo del sistema capitalista, traducción al italiano por L. Geninazzi, Milán, Jaca Book, 1976. ISBN 8816400110.
- Henryk Grossmann La ley de la acumulación y el derrumbe del sistema capitalista. Siglo XXI editores, México, 1976. ISBN 978-968-23-0433-0.